# Nagato-Klasse
Die Nagato-Klasse (japanisch 長門型戦艦 Nagato-gata senkan) war eine Klasse von zwei Schlachtschiffen der Kaiserlich Japanischen Marine, die im Zweiten Weltkrieg zum Einsatz kamen. Sie war nach dem Baustopp durch den Flottenvertrag von Washington 1922 die letzte japanische Schlachtschiffklasse, die in den folgenden 15 Jahren in Dienst gestellt wurde.

## Entwicklungsgeschichte
1916 plante die japanische Regierung im Rahmen ihres Acht-Acht-Programms, als Antwort auf die Ankündigung der USA ihre Marine weiter aufzurüsten, den Bau zweier Schlachtkreuzer und zwei neuer Schlachtschiffe. Gestützt auf die Planungen von Admiral Yuzuru Hiraga flossen bald nach deren Bekanntwerden auch die Erkenntnisse aus der Skagerrakschlacht von Juni 1916 in die Überlegungen mit ein. Die britische Queen-Elizabeth-Klasse sollte nun vom japanischen Entwurf übertroffen werden und man entschloss sich daher, 40,6-cm-Geschütze zu verwenden. Aufgrund ihrer Größe entschied Hiraga, von der bisherigen Praxis von zwölf Geschützen abzuweichen und stattdessen nur acht Kanonen zu verwenden. Das so eingesparte Gewicht und neuartige Maschinenanlagen sollten eine Geschwindigkeit von über 26 Knoten erlauben.
Auch die Veränderungen im Bereich der Schutzsysteme, die aufgrund der Erfahrungen der Skagerrakschlacht bei Neuentwicklungen weltweit vorgenommen wurden, betrafen die japanischen Planungen, und das Konzept der „alles-oder-nichts“-Panzerung wurde durch zusätzliche Schutzmaßnahmen ergänzt. Anstatt ausschließlich die lebenswichtigen Bereiche der Schiffe durch dicke Panzerplatten zu schützen, konzentrierte man den Schutz zwar auch auf diese Systeme, nämlich die Munitionskammern und Maschinenräume im Rumpf und die Geschütztürme und den Kommandostand an Deck, segmentierte aber gleichzeitig die Maschinenräume, um im Schadensfall nicht sämtliche Antriebsanlagen durch eindringendes Meerwasser zu verlieren.

### Washington
Während der Flottenkonferenz von Washington von November 1921 bis Februar 1922 wurde die Nagato-Klasse zum Eckpfeiler der japanischen Verhandlungsführung. Während Großbritannien auf eine Kaliberbeschränkung auf 15 inch (38,1 cm) drängte, bestand Japan, basierend auf der bereits fertiggestellten Nagato und der in der Endausrüstung befindlichen Mutsu, auf offiziell 16 inch (40,6 cm) (obwohl eigentlich 16,14-inch-(41-cm)-Geschütze verwendet wurden) und 35.000 Tonnen Wasserverdrängung. Erst nach zähen Verhandlungen gelang es der japanischen Delegation unter Admiral Katō letztlich, die beiden Einheiten der Klasse zu behalten, wenn auch erst nach entsprechenden Zugeständnissen an die USA und Großbritannien, wobei letzteren das Behalten der Hood (42.000 Tonnen) zugestanden werden musste.

## Schiffe der Nagato-Klasse

### Nagato
Die Nagato wurde im August 1917 von der Marinewerft in Kure auf Kiel gelegt und lief im November 1919 vom Stapel. Sie wurde im Pazifikkrieg hauptsächlich als Führungsschiff eingesetzt und war nur im Oktober 1944 während der Schlacht von Leyte in direkte Kampfhandlungen mit gegnerischen Überwasserschiffen verwickelt. Zum Kriegsende wurde sie wegen Treibstoffmangels in Kure als schwimmende Flugabwehrplattform verankert und letztlich von den Amerikanern beschlagnahmt. Sie wurde dann als Zielschiff verwendet und ging nach einem Atombombentest am 29. Juli 1946 im Bikini-Atoll unter.

### Mutsu
Die Mutsu wurde im Juni 1918 von der Marinewerft in Yokosuka auf Kiel gelegt und lief im Mai 1920 vom Stapel. Sie war im Pazifikkrieg meist hinter den kämpfenden Flottenteilen eingesetzt. Sie führte unter anderem Sicherungsaufgaben für japanische Flugzeugträger in den Schlachten um Guadalcanal durch. Am 8. Juni 1943 wurde sie durch eine Explosion in einem der Magazine unterhalb der Hauptgeschütze, deren Ursache nie ganz geklärt wurde, in der Bucht vor Yamaguchi in zwei Hälften zerrissen und sank.

## Technik

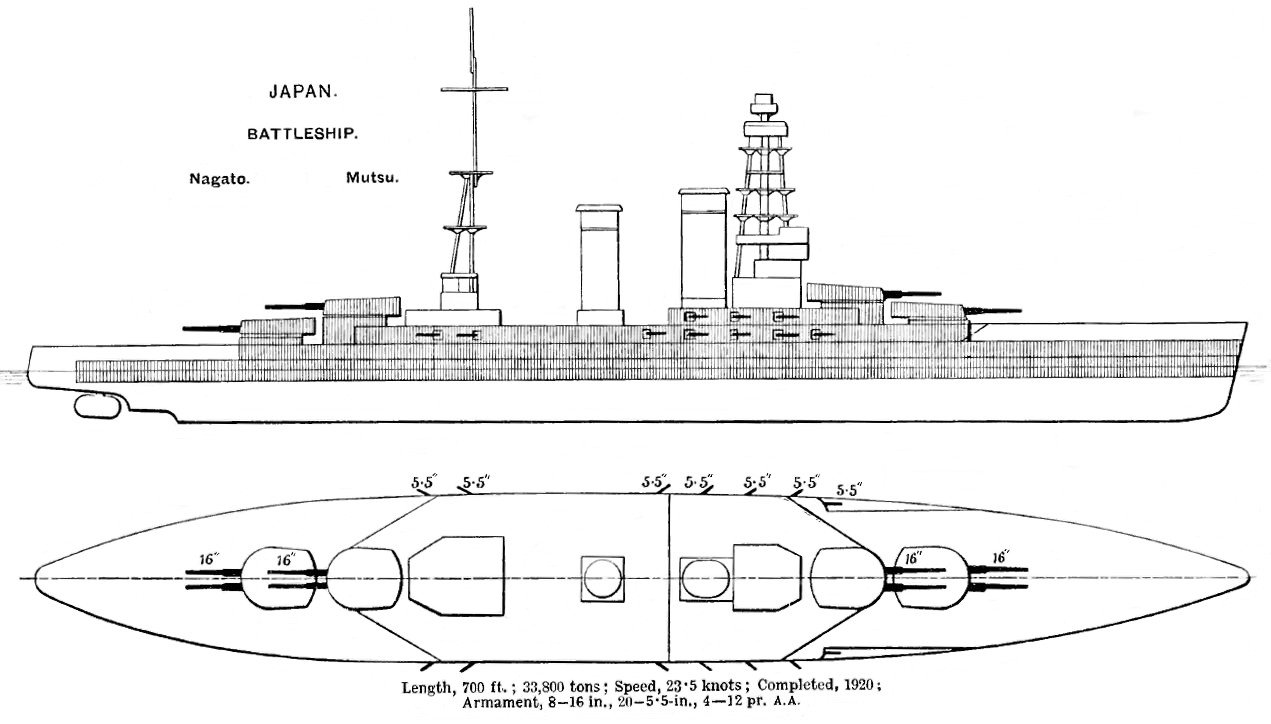

### Schiffsmaße
Die Schiffe der Nagato-Klasse hatten eine Länge von 215 m, eine Länge zwischen den Loten von 213 m und eine Kielwasserlinie von 201 m. Die Schiffe hatten eine Breite von 28 m und einen Tiefgang von 9,15 m. Die Verdrängung lag zwischen 33.245 t und 33.245 t.

### Antrieb
Die Nagato-Klasse war mit vier Gihon-Dampfturbinen ausgestattet, die jeweils eine Welle antrieben und insgesamt 80.000 Shp (58.840 kW) entwickelten, mit der sie eine Höchstgeschwindigkeit von 26,5 Knoten (46 km/h) erreichte. Der Dampf wurde von 21 Kampon-Wasserrohrkesseln geliefert. Das Schiff konnte maximal 1.626 t Kohle bzw. 3.455 t Heizöl mitführen, was ihm bei 16 Knoten (30 km/h) eine Reichweite von 5.500 Seemeilen (10.200 km) ermöglichte. Die Besatzung des Schiffes bestand aus 1.700 Offizieren und Mannschaft.
Während der Modernisierung in den 1930er-Jahren wurden die Schiffe auf Ölfeuerung umgestellt. Außerdem wurden die Turbinen durch leichtere, modernere Einheiten ersetzt. Die Maschinenräume erhielten eine zentrale Kontrollstation innerhalb des Rumpfes vor einem der Kesselräume, die es dem verantwortlichen Chefingenieur erlaubte, alle relevanten Anzeigen in einem abgetrennten, gekühlten Raum zu überwachen und per Telefon mit den einzelnen Maschinen- und Kesselräumen zu kommunizieren. Vier Generatoren zur Stromversorgung waren vorhanden, zwei davon achtern vom Maschinenraum und zwei davor. Die Anlage erzeugte für die Verbraucher im Schiff eine Spannung von 225 Volt Gleichspannung. Jeder wichtige Verbraucher (Steuerung, Geschütztürme, Kommunikation) besaß zwei Anschlüsse für die Energiezufuhr, die an zwei separat voneinander funktionierende Stromkreise angeschlossen waren, so dass beim Ausfall eines Kreises auf den anderen gewechselt werden konnte. Für Notfälle waren zudem zwei Sätze mit Batterien, einer für die Versorgung im Achterschiff, einer für das Vorschiff, vorhanden. Ein weiterer Satz mit 220-Volt-Batterien war neben dem Rudermaschinenraum untergebracht, um im Notfall die Motoren der Rudersteuerung zu versorgen.

### Bewaffnung

#### Hauptbewaffnung

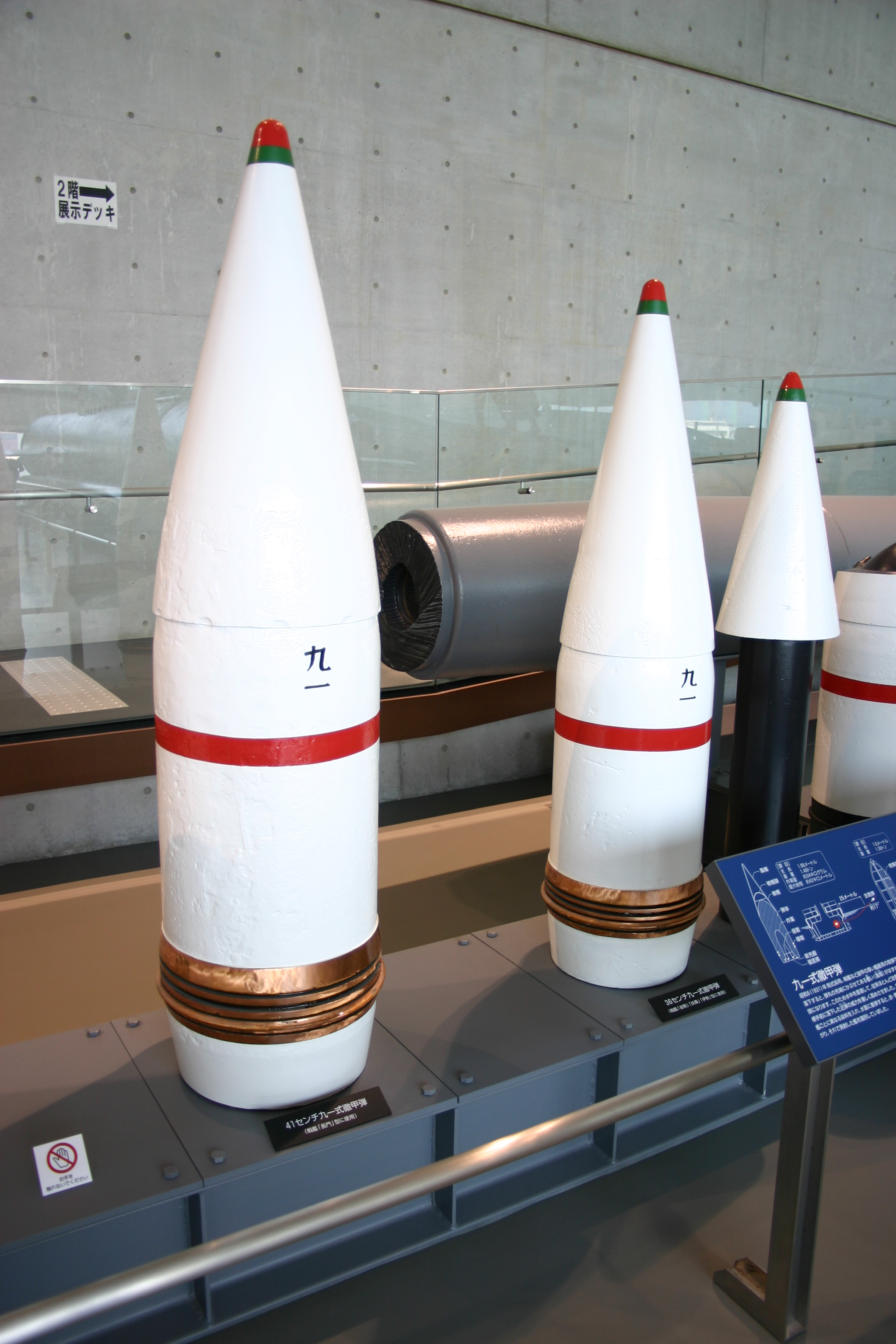
Links eine Typ 91 41-cm-Granate mit ballistischer Haube im Yamato-Museum in Kure. Der weiße Anstrich klassifizierte es als panzerbrechendes Geschoss, das aufgemalte Band markiert den Schwerpunkt der Granate, die rote Markierung an der Spitze der Haube weist auf einen Bodenzünder hin, der grüne Streifen darunter steht für eine gefüllte Granate (kein Übungsgeschoss)

Die Hauptbewaffnung bestand aus acht 41 cm-Geschützen, die in vier Doppeltürmen entlang der Längsachse der Schiffe aufgestellt waren, je zwei Türme vor und hinter den Aufbauten. Die Geschütztürme hatten ein Gewicht von 1020 t bei einem Seitenrichtbereich von −130 bis +130 Grad. Die Kanonen selbst wogen 101 t und hatten bei einer Elevation von 25,5° und einer Mündungsgeschwindigkeit von 785 m/s eine Reichweite von 30.000 m. Die Türme wurden durch eine Hydraulikpumpe angetrieben, wobei die Drehgeschwindigkeit bei 3 Grad pro Sekunde und die Erhöhungsgeschwindigkeit bei 5 Grad pro Sekunde lag. Die Ansetzer waren auf einer Verlängerung der Geschützschlitten montiert, womit das Laden bis zu einer Elevation von 20° möglich war. Die Kanonen verschossen 1000 kg schwere panzerbrechende Granaten mit einer Kadenz von 1 – 2 Schuss pro Minute. Bei der Modernisierung der beiden Schiffe Mitte der 1930er Jahre wurden die ursprünglichen Geschütztürme entfernt und durch die für die der Tosa-Klasse vorgesehenen ersetzt. Diese Geschütztürme ersetzten die Visierhauben der früheren Konstruktion durch Visieröffnungen an den Seiten der Türme. Die Geschütze hatten eine maximale Elevation von 43° wodurch sich die Reichweite auf 38.725 m erhöhte. Des Weiteren, konnten die Kanonen jetzt bei +3° geladen werden und die Panzerung war massiv verstärkt worden. Ein doppeltes Längsschott trennte die beiden Geschütze sowie die rechte und die linke Seite der Arbeitskammer, in der die Granaten und Ladungen von den unteren zu den oberen Winden befördert wurden.

#### Sekundärbewaffnung
Die Sekundärbewaffnung bestand aus zwanzig 14-cm-Geschützen in Kasematten, je zehn an Backbord und Steuerbord. Die Geschütze waren auf Einzellafetten mit einem Gewicht von 21 t und einem Seitenrichtbereich von −70 bis +70 Grad montiert. Die Kanonen selbst wogen 5,7 t und hatten bei einer maximalen Elevation von 25° und einer Mündungsgeschwindigkeit von 850 bis 855 m/s eine Reichweite von 17.000 m. Die Kanonen wurden von Hand betrieben, wobei die Erhöhungs- wie auch die Drehgeschwindigkeit bei 8 Grad pro Sekunde lag. Die Geschütze konnten bis zu einem Winkel von +20 Grad geladen werden. Sie verschossen 38 kg schwere Granaten mit einer Kadenz von etwa 6 bis 10 Schuss pro Minute.

#### Flugabwehr
Zur Flugabwehr hatten die Schiffe vier Typ 3 8-cm-Flugabwehrkanonen im tatsächlichen Kaliber 7,62 cm, die in den Aufbauten mittschiffs installiert waren. Die Geschütze waren auf Einzellafetten mit einem Gewicht von 3,3 t und einem Seitenrichtbereich von 360 Grad montiert. Die Kanonen selbst wogen 600 kg und hatten bei einer maximalen Elevation von 75° und einer Mündungsgeschwindigkeit von 685 m/s eine maximale Schusshöhe von 7.200 m und eine maximale Schussweite von 10.800 m bei 45° Rohrerhöhung. Die Geschütze waren handbetrieben, wobei die Erhöhungsgeschwindigkeit bei 7 bis 10 und die Drehgeschwindigkeit bei 10 bis 11 Grad pro Sekunde lag. Sie verschossen 6 kg schwere Hochexplosiv-Geschosse mit einer Kadenz von 8 bis 11 Schuss pro Minute. Ab 1932 wurden diese durch vier 12,7-cm-Kanonen auf beiden Seiten der vorderen und hinteren Aufbauten in vier Doppellafetten ersetzt. Diese konnten bei 45 Grad Ziele in 14.800 m bekämpfen. Die verwendeten Granaten waren mit einem Zeitzünder versehen und erzeugten bei ihrer Explosion einen 15-Meter-Splitterradius. Jedes Geschütz erreichte eine Kadenz von rund acht Schuss pro Minute. Die Munition, bestehend aus einem Geschoss mit Metallkartusche, wurde aus den Munitionskammern mit einem Aufzug in die Nähe der Geschütze transportiert und dann von drei Ladeschützen per Hand auf die rechte Seite der Lafette getragen, wo die Zeitzünder der Granaten eingestellt wurden. Die Geschütze wurden dann per Hand geladen und vom Richtschützen, der auf der linken Seite der Lafette saß, durch Druck auf ein Pedal abgefeuert. Die Lafette ließ sich nur mit Hilfe von Elektromotoren bewegen. Das elektro-hydraulische System entwickelte dabei eine Leistung, welche die 25 Tonnen schwere Lafette um 6° pro Sekunde zur Seite schwenken und die Rohrerhöhung um 12° pro Sekunde verändern konnte.

#### Torpedos
Die Schiffe waren mit acht Torpedorohren für 53,3-cm-Torpedos ausgestattet. Es befanden sich jeweils vier auf jeder Breitseite. Der Torpedo hatte eine 200 kg schwere Sprengladung, mit der er bei 26 Knoten Ziele in 15.000 m erreichen konnte.

### Panzerung

Panzerungsschema des Rumpfes der Nagato-Klasse

Die Schiffe der Nagato-Klasse hatten einen Gürtelpanzer aus Krupp-Zementstahl. Der Hauptpanzergürtel erstreckte sich von der vorderen bis zur hinteren Barbette und war 305 mm dick. Davor und dahinter verjüngte er sich auf 100 mm. Darüber verlief ein weiterer Plankengang über die gleiche Länge mit einer Dicke von 229 mm. Die Geschütztürme hatten eine Stärke von 127 mm – 305 mm. Die Kasematten der 14-cm-Geschütze waren mit 25 mm gepanzert und der Kommandoturm war rundherum mit 369 mm geschützt. Die Barbetten waren durchgehend bis zum Panzerdeck mit 290 mm Panzerstahl geschützt, der an einigen Stellen bis auf 325 mm Dicke aufwuchs.
Weitaus mehr Panzerung als bei anderen Entwürfen der Zeit wurde auf den horizontalen Schutz verwendet. Die Panzerung des Wetterdecks war 26 mm dick und schützte die 14-cm-Geschütze ihren Kasematten. Das Zwischendeck war 70 mm dick und war mit der seitlichen 25-mm-Panzerung der Kasematten verbunden. Die Panzerung des Oberdecks bestand aus 100 mm hochfesten Stahl. Etwa 3 m von der Seite des Rumpfes entfernt verjüngte sich das Deck auf 75 mm viel nach unten ab und verband sich mit dem Hauptpanzergürtel und dem Torpedoschott.

#### Bewertung
Der Rümpfe der Nagato-Klasse bestanden aus Stahlplatten, die, wie bei der Masse der japanischen Kriegsschiffe, genietet und nicht durch Schweißnähte verbunden waren. Eine Schwachstelle bildeten so die Verbindungen zwischen den Panzerplatten. Während die Verbindungseffizienz bei modernen Schlachtschiffen wie etwa der Bismarck-Klasse mit rund 85 % eingeschätzt wurde, lag die Effizienz, die amerikanische Wissenschaftler nach dem Krieg für die Nagato-Klasse feststellten, bei nur rund 65 %. Das erhöhte die Gefahr, dass Panzerplatten zwar einem Einschlag standhielten, aber gleichzeitig die Verbindungen zu den benachbarten Platten rissen.
Der Aufwuchs der Schiffsbreite durch die Wülste zwang zu einer Verlängerung der Schiffsrümpfe um knapp 9 Meter, um das Verhältnis von Breite zu Länge auf einem günstigen Niveau zu erhalten. Die schwere zusätzliche Panzerung, die während der Modernisierungsmaßnahmen angebracht wurde, erhöhte den Tiefgang auf 9,70 m. Im Gegensatz zu vorangegangenen japanischen Schlachtschiffen trug die Nagato-Klasse zudem einen geschwungenen Klipperbug.

#### Feuerleitsystem

Schematische Zeichnung der Abläufe des Feuerleitsystems der schweren Artillerie auf der Nagato-Klasse

Die 40-cm- und 14-cm-Geschütze waren mit einem 10-m-Entfernungsmesser und einem Typ-13-Feuerleitrechner ausgestattet. 1936 wurde dieser durch ein Typ 92 ersetzt und die 14-cm- und 12,7-cm-Flakgeschütze erhielten einen Typ-94-Feuerleitrechner.
Die Daten der verschiedenen optischen Entfernungsmesser und der Feuerleitrechner wurden zunächst elektrisch an den Sokutekiban im Rumpf, unterhalb des Brückenturms weitergegeben. Dieser bestimmte den Kurs und die Geschwindigkeit des Ziels und leitete die Informationen an den Shagekiban (japanisch 式射撃盤) einen analogen Computer weiter. Dieser glich die Daten der verschiedenen Entfernungsmesser mit der Geschwindigkeit und Kurs des eigenen Schiffes ab. Die Daten wurden anschließend in Form von Elevation und Vorhalt an den Typ-94-Hoiban-(japanisch 方位盤)-Feuerleitrechner übertragen. Dort wurde Parallaxen- und Rollwinkelkorrekturen durchgeführt und die Quadrantenhöhe hinzugefügt. Anschließend wurden die so generierten Daten an die Richtschützen übermittelt.
Das Feuerleitsystem für die Sekundärbewaffnung als auch für die 12,7-cm-Flak bestand aus einem vereinfachten Typ-94-Hoiban-Feuerleitrechner, der mit einem Typ 92 Shagekiban verbunden war. Von dort wurden die gewonnenen Daten direkt an die einzelnen Geschütze übermittelt. Die Einsatzgrenzen des Feuerleitrechners lagen bei −12° bis +45° Elevation und 10° maximale Rollneigung. Die Grenzwerte des Typ 92 lagen bei Windgeschwindigkeiten bis 20 m/s bei 40.000 m gemessener Reichweite, 39.800 m Geschützreichweite, einem Vorhalt von 7,44 Grad Rechts und 9,16 Grad links und einem Feindkurs von 90°. Gleichzeitig durfte die Geschwindigkeit des eigenen Schiffes nicht mehr als 30 Knoten und die des Ziels nicht mehr als 40 Knoten betragen.

#### Aufklärungsflugzeuge
Zu Testzwecken war bereits 1925 ein einfaches Abflugdeck auf dem Dach von Turm „B“ errichtet worden, das jedoch nach kurzer Zeit wieder abgebaut wurde.
Für die Aufklärung in großen Entfernungen wurde erst 1933 ein Katapult für den Start von Wasserflugzeugen zwischen Turm „C“ und dem Hauptmast installiert. Es wurde mit einem Rangierdeck für Flugzeuge, ähnlich dem auf der Kongō-Klasse, kombiniert. Auf dem Deck war ein Schienensystem verbaut, das es erlaubte, die Flugzeuge per Hand von ihren Parkpositionen zum Katapult zu rollen. Drei Flugzeuge vom Typ E8N1 wurden ab 1938 auf diesem Deck mitgeführt, ihre Bedeutung als Aufklärer nahm im Verlauf des Pazifikkrieges allerdings stark ab. Um die Flugzeuge wieder an Bord holen zu können, war ein Kran an der Seite des Flugdecks montiert.